# ديشار
ديشار أو جَنَاحِيَّة أو السَرخَس (الاسم العلمي: Pteris) هو جنس من السراخس يتبع فصيلة الديشارية من رتبة السرخسيات.